# Marcel Magniez
Marcel Magniez (* 1888 in Rouen, Frankreich; † nach 1952) war ein französischer Filmarchitekt.

## Leben und Wirken
Der aus Rouen stammende Magniez hatte die Kunstakademie seiner Heimatstadt besucht und ging anschließend als Zeichner ans Theater. Bereits 1914 knüpfte er seinen ersten Kontakt zum Film und arbeitete zunächst für die Produktionsfirma Gaumont. Kurzzeitig wirkte er auch für den portugiesischen Film in Lissabon. 
Magniez war drei Jahrzehnte lang ein häufig beschäftigter Szenenbildner, ehe er sich mit 65 Jahren in den Ruhestand begab. Trotz eines gewissen Talents wurde er häufig nur bei minder wichtige Inszenierungen eingesetzt. Lediglich Marcel L’Herbiers Inszenierungen „Das Glück“ und „La nuit fantastique“, wo er mit dem belgischen Kollegen René Moulaert zusammenarbeitete, forderten Marcel Magniez als Künstler. 1953 verschwand er aus dem Blickfeld der Öffentlichkeit.

## Filmografie
- 1924: Le stigmate, 6 Teile
- 1926: Die Schloßherrin des Libanon (La châtelaine du Liban)
- 1927: Mon cœur au ralenti
- 1931: Un chien qui rapporte
- 1933: Casanova (Les amours de Casanova)
- 1934: Sidonie Panache
- 1935: Ademaï au moyen-age
- 1936: Mes tantes et moi
- 1937: L’innocent
- 1937: La tour de Nesle
- 1938: Trois de Saint-Cyr
- 1938: Le joueur d’échecs
- 1939: Bach en correctionelle
- 1939: Le chemin d’honneur
- 1939: Das Glück (La comédie du bonheur)
- 1940: Monsieur Hector
- 1940: Diamant noir
- 1940: Retour au bonheur
- 1941: Im Fieber der Liebe (Fièvres)
- 1941: La nuit fantastique
- 1942: Mahlia, la métisse
- 1942: Le loup de malveneur
- 1943: Le bal des passants
- 1945: Les malheurs de Sophie
- 1946: Feuer im Bazar (La kermesse rouge)
- 1946: Chemins sans loi
- 1947: Le destin exécrable de Guillemette Babin
- 1948: Cartouche, roi de Paris
- 1948: La louve
- 1949: La ronde des heures
- 1950: Der Kurier des Kaisers (Fusillé à l’aube)
- 1950: Le roi du bla-bla-bla
- 1952: Tambour battant
- 1952: Die Giftmischerin (La pocharde)